# 살라콘실리나
살라콘실리나(이탈리아어: Sala Consilina)는 이탈리아 캄파니아주 살레르노도에 있는 코무네이다.

## 역사
살라콘실리나의 기원은 고대 로마 시대때 건설된 콘실리움(Consilinum)이라는 도시였다.

## 같이 보기
- 발로 디 디아노